# フジテレビ系列金曜夕方4時台枠のアニメ
フジテレビ系列金曜夕方4時台枠のアニメ（フジテレビけいれつきんようゆうがたよじだいわくのアニメ）は、かつてフジテレビ系で金曜16時00分 - 16時30分および16時30分 - 17時00分（双方ともJST）に放送されていたテレビアニメの作品一覧である。
本枠は一貫してローカルセールス枠であったため、作品によっては遅れネットとなる局や未放送の局もあった。

## 歴史

### 前半
1990年4月の『金曜アニメランド』創設に伴い、木曜17時30分枠で放送されていた『たいむとらぶるトンデケマン!』が当該枠へ移動。しかし、わずか3か月で『金曜アニメランド』枠は解体し、日曜  5:30 - 6:00 へ移動。その後、同年10月より『かりあげクン』が1時間繰り上げで移動。1992年9月の『まぼろしまぼちゃん』終了まで2年間アニメを放送した。

### 後半
1983年10月放送開始の『特装機兵ドルバック』が本枠最初の放送作品である。その後は中断期を挿みながら、ゴールデンタイムから降格してきたアニメ作品を断続的に放送してきた。2002年1月終了の『パラッパラッパー』を最後に、フジテレビはこの時間帯にアニメを放送していない。

## 作品リスト

### 16時00分 - 16時30分
- たいむとらぶるトンデケマン!（『金曜アニメランド』第1部、1990年4月13日 - 6月22日） ※木曜17:30枠（『ティーンズゴールデンタイム』木曜）から移動。7月に日曜5:30枠へ移動
- かりあげクン（1990年10月5日 - 12月21日） ※金曜17:00枠（『金曜アニメランド』第3部→枠名無し）から移動
- ドラゴンクエスト（第2部）（1991年1月11日 - 4月5日）
- ハイスクールミステリー学園七不思議（1991年4月12日 - 1992年3月13日）
- まぼろしまぼちゃん（1992年4月17日 - 9月25日）

### 16時30分 - 17時00分
- 特装機兵ドルバック（1983年10月7日 - 1984年7月6日）
- チックンタックン（1984年7月13日 - 9月28日） ※月曜19:00枠から移動
- ふたり鷹（1985年4月5日 - 7月12日） ※金曜17:00枠から移動
- 名門!第三野球部（1989年4月14日 - 9月29日） ※土曜19:30枠から移動
- まじかるハット（『金曜アニメランド』第2部、1990年4月13日 - 7月6日） ※水曜17:30枠（『ティーンズゴールデンタイム』水曜）から移動
- ドラゴンリーグ（1993年10月1日 - 12月10日）※金曜17:30枠から移動。1993年12月以降は日曜5:10枠へ移動
- 世界名作童話シリーズ ワ〜ォ!メルヘン王国（1995年4月7日 - 9月29日）
- 烈火の炎（1998年4月17日 - 7月10日） ※土曜18:30枠から移動

### 16時25分 - 16時55分
- パラッパラッパー（2001年10月5日 - 2002年1月11日） ※土曜18:30枠から移動